# ターイフ
ターイフ（Ta’if）は、サウジアラビア西部、マッカ州の都市。人口521,273人（2004年）。メッカの南東97kmに位置する。標高1,879mの高地にあり、サウジでもっとも著名な避暑地である。夏には政府機能がリヤドからターイフに移動し、夏の首都となる。
市一帯はバラの栽培と生産が盛んでおり、2024年にユネスコの無形文化遺産に登録された。

## 避暑地
ターイフには夏の離宮があり、夏になると涼しい気候を求めてサウジ人観光客でにぎわう。同国には他にもアスィール州などの避暑地が存在するが、ターイフの強みはその利便性にある。
ターイフはメッカから97kmと近く、高速道路も通じているため、日帰りが充分に可能である。そのため、涼しいターイフに宿を取り、日帰りで小巡礼を行うことができるのである。

## 歴史
6世紀には、すでにターイフの町は成立していた。1517年、オスマン帝国に降伏し、以後1916年までオスマンの支配下にあった。1881年、流罪となったオスマン帝国元宰相ミドハト・パシャが流され、扼殺されたのもこの町である。
1916年、メッカ太守だったハーシム家がヒジャーズ王国を興すとその支配下に入ったものの、ナジュド王国のアブドゥルアズィーズ・イブン＝サウードが1924年この町を攻略し、以後サウジ領となった。

## 条約締結の地
ターイフは避暑地として古くから発展し、宿泊施設やインフラが整っているため、アラブ世界において条約締結などさまざまな政治交渉が行われる場となった。
1934年、交戦中だったイエメン王国との講和がターイフで行われ、ターイフ条約が締結された。
1989年には、内戦中だったレバノンの各派代表を集めて会議が行われ、1989年10月22日に国民和解憲章（ターイフ合意）が成立。これによりレバノンの内戦は終結した。
1990年には、湾岸戦争によって国を追われたクウェートのジャービル・アル＝アフマド・アッ＝サバーハ首長が、ターイフにて亡命政権を樹立。クウェート解放までの間、ここで指揮をとった。

## 気候
| ターイフ (1985-2010)の気候           | ターイフ (1985-2010)の気候 | ターイフ (1985-2010)の気候 | ターイフ (1985-2010)の気候 | ターイフ (1985-2010)の気候 | ターイフ (1985-2010)の気候 | ターイフ (1985-2010)の気候 | ターイフ (1985-2010)の気候 | ターイフ (1985-2010)の気候 | ターイフ (1985-2010)の気候 | ターイフ (1985-2010)の気候 | ターイフ (1985-2010)の気候 | ターイフ (1985-2010)の気候 | ターイフ (1985-2010)の気候 |
| 月                                   | 1月                        | 2月                        | 3月                        | 4月                        | 5月                        | 6月                        | 7月                        | 8月                        | 9月                        | 10月                       | 11月                       | 12月                       | 年                         |
| ------------------------------------ | -------------------------- | -------------------------- | -------------------------- | -------------------------- | -------------------------- | -------------------------- | -------------------------- | -------------------------- | -------------------------- | -------------------------- | -------------------------- | -------------------------- | -------------------------- |
| 最高気温記録 °C （°F）               | 32.0 (89.6)                | 32.6 (90.7)                | 34.0 (93.2)                | 35.2 (95.4)                | 38.2 (100.8)               | 40.2 (104.4)               | 40.5 (104.9)               | 39.8 (103.6)               | 39.2 (102.6)               | 36.0 (96.8)                | 32.5 (90.5)                | 29.5 (85.1)                | 40.5 (104.9)               |
| 平均最高気温 °C （°F）               | 22.6 (72.7)                | 24.6 (76.3)                | 27.3 (81.1)                | 30.1 (86.2)                | 33.5 (92.3)                | 35.8 (96.4)                | 35.2 (95.4)                | 35.7 (96.3)                | 34.8 (94.6)                | 30.7 (87.3)                | 26.7 (80.1)                | 23.8 (74.8)                | 30.07 (86.13)              |
| 日平均気温 °C （°F）                 | 15.5 (59.9)                | 17.2 (63)                  | 19.9 (67.8)                | 22.7 (72.9)                | 26.2 (79.2)                | 29.1 (84.4)                | 29.1 (84.4)                | 29.3 (84.7)                | 27.9 (82.2)                | 23.5 (74.3)                | 19.5 (67.1)                | 16.6 (61.9)                | 23.04 (73.48)              |
| 平均最低気温 °C （°F）               | 8.4 (47.1)                 | 9.9 (49.8)                 | 12.5 (54.5)                | 15.5 (59.9)                | 19.1 (66.4)                | 22.3 (72.1)                | 23.2 (73.8)                | 23.6 (74.5)                | 20.8 (69.4)                | 15.8 (60.4)                | 12.3 (54.1)                | 9.5 (49.1)                 | 16.08 (60.93)              |
| 最低気温記録 °C （°F）               | −1.5 (29.3)                | 0.0 (32)                   | 0.5 (32.9)                 | 4.0 (39.2)                 | 5.6 (42.1)                 | 13.9 (57)                  | 13.3 (55.9)                | 13.3 (55.9)                | 11.4 (52.5)                | 8.0 (46.4)                 | 5.0 (41)                   | −1.0 (30.2)                | −1.5 (29.3)                |
| 降水量 mm （inch）                   | 9.9 (0.39)                 | 1.6 (0.063)                | 15.1 (0.594)               | 35.7 (1.406)               | 35.3 (1.39)                | 3.9 (0.154)                | 2.1 (0.083)                | 17.9 (0.705)               | 10.6 (0.417)               | 14.6 (0.575)               | 25.0 (0.984)               | 7.6 (0.299)                | 179.3 (7.06)               |
| % 湿度                               | 61                         | 54                         | 47                         | 47                         | 38                         | 25                         | 27                         | 31                         | 33                         | 42                         | 56                         | 61                         | 43.5                       |
| 出典：Jeddah Regional Climate Center |                            |                            |                            |                            |                            |                            |                            |                            |                            |                            |                            |                            |                            |